# Attilio Nicora
Attilio Kardinal Nicora, italijanski rimskokatoliški duhovnik, škof, nadškof in kardinal, * 16. marec 1937, Varese, Kraljevina Italija, † 22. april 2017.
Kardinal Nicora je bil od 2002 do 2011 predsednik Administracije za patrimonijo Apostolskega sedeža Rimske kurije.

## Življenjepis
27. junija 1964 je prejel duhovniško posvečenje.
16. aprila 1977 je postal pomožni škof Milana in naslovni škof Furnos Minora; škofovsko posvečenje je prejel 28. maja istega leta.
To dolžnost je opravljal do leta 1987, ko je odstopil. 30. junija 1992 je postal škof Verone, a je tudi iz tega položaja odstopil in sicer 18. septembra 1997.
1. oktobra je postal predsednik Administracije za patrimonijo Apostolskega sedeža Rimske kurije. Čez leto dni, 21. oktobra 2003, je postal kardinal-diakon S. Filippo Neri (Evroazija).
2. aprila 2005 je bil suspendiran iz položaja predsednika, a je bil že 21. aprila istega leta ponovno postavljen na isti položaj.
19. januarja 2011 je bil imenovan za predsednika Vatikanske agencije za nadzor financ.